# Митин, Генрих Алексеевич
Ге́нрих Алексе́евич Ми́тин (псевдоним Г. Алексеев; р. 1 февраля 1931; Москва, СССР) — советский и российский литературный критик, литературовед.
Старший научный сотрудник Института мировой литературы имени А. М. Горького РАН (с 1987), кандидат филологических наук.

## Биография
Родился 1 февраля 1931 года в Москве. В 1954 году окончил Московский государственный университет имени М. В. Ломоносова. Работал в Ферганском педагогическом институте (1954—1955), газете «Литературная Россия» (1962—1968), «Литературной газете» (1968—1976), Институте мировой литературы имени А. М. Горького (с 1987, старший научный сотрудник). Главный редактор газеты «Литературные перекрёстки» (1998).

## Участие в творческих организациях
- Член Союза писателей СССР (1971—1991)
- Член Союза писателей России

### Публикации Генриха Митина

#### Литературная критика
- Митин Г. А. Художник из Апсны. Критико-биографический очерк. — Сухуми, 1973.
- Митин Г. А. Сцепления: Литературно-критические этюды. — Тбилиси, 1978.
- Митин Г. А. Манящий образ. — М., 2000.

#### Драматургия
- Митин Г. А., Панджикидзе Г. И. Кто ты?: Современная драма. — М.. 1983.

### О Генрихе Митине
- Митин Генрих Алексеевич // Писатели Москвы: Биобиблиографический справочник / Сост. Е. П. Ионов, С. П. Колов. — М.: Московский рабочий, 1987. — С. 299.
- Чупринин С. И. Митин Генрих Алексеевич // Чупринин С. И. Новая Россия: мир литературы: Энциклопедический словарь-справочник: В 2 т. Т. 2: М-Я. — М.: Вагриус, 2003. — С. 73.